# Bah Bulian
Bah Bulian is een bestuurslaag in het regentschap Simalungun van de provincie Noord-Sumatra, Indonesië. Bah Bulian telt 1334 inwoners (volkstelling 2010).